# Intel 8088
L'Intel 8088 è un microprocessore prodotto da Intel a partire dal 1979. Derivava dall'Intel 8086, con cui condivideva l'architettura interna a 16 bit ed il bus indirizzi a 20 bit, grazie al quale era in grado di indirizzare 1 MB di memoria, ma da cui si differenziava per il bus dati a soli 8 bit (la metà di quello dell'8086).
Il primo modello del processore era dotato di 29.000 transistor capaci di operare ad una frequenza massima di 5 MHz ed abbastanza piccoli da permettere la fabbricazione di un integrato compatto da usare in computer da ufficio o da casa. L'Intel 8088 fu scelto dall'IBM per il suo primo PC, dove lavorava a 4,77 MHz. Successivamente fu realizzato l'Intel 8088-2 capace di operare ad 8 MHz, che fu utilizzato sui compatibili IBM dove la presenza di un pulsante "Turbo" permetteva di selezionare la frequenza di 8 MHz o di mantenere i 4,77 MHz al fine di eseguire correttamente software progettati per la generazione precedente del processore. Gli ultimi modelli denominati 8088-1 raggiungevano la velocità di 10 MHz. Come l'8086, anche l'8088 supportava il coprocessore matematico Intel 8087.
I pin del bus dell'8088 trasmettono, a seconda delle necessità del processore, dati per il bus degli indirizzi (piedini AD7-AD0 e A19-A8), per il bus dati di memoria e di I/O (piedini AD7-AD0). Per poter utilizzare il processore più semplicemente il bus viene in genere demultiplato, cioè vengono creati bus separati per la memoria, per l'I/O e per gli indirizzi. Per fare questo si utilizzano driver bidirezionali (o transceiver) per i bus di I/O e di memoria e latch-CD per il bus degli indirizzi. Questa soluzione generale viene naturalmente adattata alle condizioni particolari. Segnali aggiuntivi dell'8088 comunicano se il processore intende ricevere o trasmettere dati (segnale DT/R*), accedere alla memoria o all'I/O (segnale IO/M*) e così via, permettendo così la programmazione della circuiteria addizionale.
L'8088 era studiato per elaboratori a basso prezzo, che permettessero l'uso di un design a 8 bit. La coda di prefetch dell'8088 è di 4 byte, contro i 6 byte dell'8086. Le evoluzioni dell'8088 furono l'80188, l'80288 e l'80388, che sono utilizzati ancora oggi in alcuni ambiti specifici. Nonostante l'introduzione di modelli successivi e di gran lunga più avanzati, l'8088 è uscito di produzione solo nel settembre del 2007; non veniva più usato come processore per PC dal 1992, ma nell'industria aveva trovato altri interessanti impieghi.
Un processore sostitutivo e compatibile, il V20, fu prodotto dalla NEC riportando un aumento di prestazioni di circa il 20%.